# Europees kampioenschap voetbal mannen onder 17 - 2005
Het 23ste Europees kampioenschap voetbal onder 17 werd gehouden van 3 tot en met 14 mei 2005 in Italië. Het toernooi werd voor de tweede keer gewonnen door Turkije, dat Nederland versloeg in de finale.
Teams hadden voor dit toernooi ook de kans om zich te kwalificeren voor het Wereldkampioenschap onder 17 in 2005 in Peru, dat al enkele maanden na dit toernooi zou beginnen. De beste drie teams van dit toernooi konden zich kwalificeren. Dat waren Turkije, Nederland en Italië.

## Kwalificatie
| Land        | Gekwalificeerd als          | Beste prestatie   |
| ----------- | --------------------------- | ----------------- |
| Italië      | Gastland                    | Groepsfase (2003) |
| Zwitserland | Eliteronde: Winnaar groep 1 | Kampioen (2002)   |
| Engeland    | Eliteronde: Winnaar groep 2 | Derde (2002)      |
| Kroatië     | Eliteronde: Winnaar groep 3 | Derde (2001)      |
| Wit-Rusland | Eliteronde: Winnaar groep 4 | Debuut            |
| Israël      | Eliteronde: Winnaar groep 5 | Groepsfase (2003) |
| Turkije     | Eliteronde: Winnaar groep 6 | Groepsfase (2004) |
| Nederland   | Eliteronde: Winnaar groep 7 | Groepsfase (2002) |

## Groepsfase

### Groep A
| Pos. | Land        | GW | W | G | V | DV | DT | +/− | Ptn. |
| ---- | ----------- | -- | - | - | - | -- | -- | --- | ---- |
| 1    | Italië      | 3  | 2 | 0 | 1 | 2  | 1  | +1  | 6    |
| 2    | Turkije     | 3  | 2 | 0 | 1 | 8  | 4  | +4  | 6    |
| 3    | Engeland    | 3  | 1 | 0 | 2 | 6  | 4  | +2  | 3    |
| 4    | Wit-Rusland | 3  | 1 | 0 | 2 | 2  | 9  | −7  | 3    |

|                        |             |              |                                               |                                                                                 |
| 3 mei 2005 16:00 (MET) | Wit-Rusland | 0–4          | Engeland                                      | Stadio Libero Masini, Santa Croce sull'Arno Scheidsrechter: Jouni Hietala (FIN) |
| 3 mei 2005 16:00 (MET) |             | Externe link | Weston 19' Ephraim 44', 55' Garner 69' (pen.) | Stadio Libero Masini, Santa Croce sull'Arno Scheidsrechter: Jouni Hietala (FIN) |

|                        |              |              |         |                                                                        |
| 3 mei 2005 19:00 (MET) | Italië       | 1–0          | Turkije | Stadio Ettore Mannucci, Pontedera Scheidsrechter: Cristian Balaj (ROU) |
| 3 mei 2005 19:00 (MET) | Russotto 50' | Externe link |         | Stadio Ettore Mannucci, Pontedera Scheidsrechter: Cristian Balaj (ROU) |

|                        |        |              |             |                                                                                  |
| 5 mei 2005 16:00 (MET) | Italië | 0–1          | Wit-Rusland | Stadio Osvaldo Martini, Castelfranco di Sotto Scheidsrechter: Pavel Olšiak (SVK) |
| 5 mei 2005 16:00 (MET) |        | Externe link | Kisly 57'   | Stadio Osvaldo Martini, Castelfranco di Sotto Scheidsrechter: Pavel Olšiak (SVK) |

|                        |                         |              |                 |                                                                        |
| 5 mei 2005 16:00 (MET) | Turkije                 | 3–2          | Engeland        | Stadio Ettore Mannucci, Pontedera Scheidsrechter: Pavel Královec (CZE) |
| 5 mei 2005 16:00 (MET) | Köse 21', 32' Şahin 71' | Externe link | Garner 41', 60' | Stadio Ettore Mannucci, Pontedera Scheidsrechter: Pavel Královec (CZE) |

|                        |          |              |                     |                                                                                 |
| 8 mei 2005 17:15 (MET) | Engeland | 0–1          | Italië              | Stadio Simone Redini, Cascina Scheidsrechter: Bernardino González Vázquez (ESP) |
| 8 mei 2005 17:15 (MET) |          | Externe link | Russotto 35' (pen.) | Stadio Simone Redini, Cascina Scheidsrechter: Bernardino González Vázquez (ESP) |

|                        |                                              |              |             |                                                                                       |
| 8 mei 2005 17:15 (MET) | Turkije                                      | 5–1          | Wit-Rusland | Stadio Osvaldo Martini, Castelfranco di Sotto Scheidsrechter: Svein Oddvar Moen (NOR) |
| 8 mei 2005 17:15 (MET) | Köse 38' (pen.), 44', 66' D. Yılmaz 67', 69' | Externe link | Sivakov 50' | Stadio Osvaldo Martini, Castelfranco di Sotto Scheidsrechter: Svein Oddvar Moen (NOR) |

### Groep B
| Pos. | Land        | GW | W | G | V | DV | DT | +/− | Ptn. |
| ---- | ----------- | -- | - | - | - | -- | -- | --- | ---- |
| 1    | Kroatië     | 3  | 2 | 1 | 0 | 11 | 6  | +5  | 7    |
| 2    | Nederland   | 3  | 1 | 2 | 0 | 4  | 3  | +1  | 5    |
| 3    | Zwitserland | 3  | 1 | 1 | 1 | 5  | 5  | 0   | 4    |
| 4    | Israël      | 3  | 0 | 0 | 3 | 3  | 9  | −6  | 0    |

|                        |        |              |                                  |                                                                    |
| 3 mei 2005 16:00 (MET) | Israël | 0–3          | Zwitserland                      | Stadio Simone Redini, Cascina Scheidsrechter: Pavel Královec (CZE) |
| 3 mei 2005 16:00 (MET) |        | Externe link | Halimi 13' Gashi 42' Rakitić 48' | Stadio Simone Redini, Cascina Scheidsrechter: Pavel Královec (CZE) |

|                        |                               |              |                                |                                                                      |
| 3 mei 2005 17:00 (MET) | Kroatië                       | 2–2          | Nederland                      | San Giuliano Terme Scheidsrechter: Bernardino González Vázquez (ESP) |
| 3 mei 2005 17:00 (MET) | Kalinić 29' Bačelić-Grgić 67' | Externe link | Vorthoren 81' Van der Laan 84' | San Giuliano Terme Scheidsrechter: Bernardino González Vázquez (ESP) |

|                        |              |     |           |                                                            |
| 5 mei 2005 16:00 (MET) | Zwitserland  | 0–0 | Nederland | San Giuliano Terme Scheidsrechter: Svein Oddvar Moen (NOR) |
| 5 mei 2005 16:00 (MET) | Externe link |     |           | San Giuliano Terme Scheidsrechter: Svein Oddvar Moen (NOR) |

|                        |                           |              |                                               |                                                         |
| 5 mei 2005 18:30 (MET) | Israël                    | 2–4          | Kroatië                                       | Santa Maria a Monte Scheidsrechter: Jouni Hietala (FIN) |
| 5 mei 2005 18:30 (MET) | Kayal 40' Bar Buzaglo 47' | Externe link | Vidović 42', 69' Tobi 67' (e.d.) G. Radoš 79' | Santa Maria a Monte Scheidsrechter: Jouni Hietala (FIN) |

|                        |                          |              |            |                                                        |
| 8 mei 2005 15:00 (CET) | Nederland                | 2–1          | Israël     | Santa Maria a Monte Scheidsrechter: Pavel Olšiak (SVK) |
| 8 mei 2005 15:00 (CET) | Sarpong 37' Biseswar 65' | Externe link | Snappir 7' | Santa Maria a Monte Scheidsrechter: Pavel Olšiak (SVK) |

|                        |                              |              |                                                                       |                                                                                  |
| 8 mei 2005 15:00 (MET) | Zwitserland                  | 2–5          | Kroatië                                                               | Stadio Libero Masini, Santa Croce sull'Arno Scheidsrechter: Cristian Balaj (ROU) |
| 8 mei 2005 15:00 (MET) | Halimi 28' Lovren 60' (e.d.) | Externe link | Kalinić 50', 77' (pen.) Mehmedagić 53' Vidović 68' Staubli 79' (e.d.) | Stadio Libero Masini, Santa Croce sull'Arno Scheidsrechter: Cristian Balaj (ROU) |

## Knock-outfase
|  | Halve finale       | Halve finale       |   |                                | Finale                         | Finale |
|  |                    |                    |   |                                |                                |        |
|  | 11 mei – Cascina   |                    |   |                                |                                |        |
|  | Turkije            | 3                  |   |                                |                                |        |
|  | Kroatië            | 1                  |   |                                |                                |        |
|  |                    |                    |   |                                |                                |        |
|  |                    |                    |   |                                | 14 mei – Pontedera             |        |
|  |                    |                    |   |                                | Turkije                        | 2      |
|  |                    | Nederland          | 0 |                                |                                |        |
|  |                    |                    |   |                                |                                |        |
|  |                    |                    |   |                                | Troostfinale                   |        |
|  | 11 mei – Pontedera | 11 mei – Pontedera |   | 14 mei – Santa Croce sull'Arno | 14 mei – Santa Croce sull'Arno |        |
|  | Nederland          | 1                  |   | Turkije                        | 2                              |        |
|  | Kroatië            | 0                  |   |                                | Kroatië                        | 1      |

### Halve finale
|                         |        |              |             |                                                                        |
| 11 mei 2005 20:00 (MET) | Italië | 0–1          | Nederland   | Stadio Ettore Mannucci, Pontedera Scheidsrechter: Cristian Balaj (ROU) |
| 11 mei 2005 20:00 (MET) |        | Externe link | Zaalman 89' | Stadio Ettore Mannucci, Pontedera Scheidsrechter: Cristian Balaj (ROU) |

|                         |              |              |                           |                                                                  |
| 11 mei 2005 16:30 (MET) | Kroatië      | 1–3          | Turkije                   | Stadio Simone Redini, Cascina Scheidsrechter: Pavel Olšiak (SVK) |
| 11 mei 2005 16:30 (MET) | G. Radoš 69' | Externe link | Özcan 26', 61' Duruer 73' | Stadio Simone Redini, Cascina Scheidsrechter: Pavel Olšiak (SVK) |

### Troostfinale
|                         |                                  |              |             |                                                                                  |
| 14 mei 2005 15:00 (MET) | Italië                           | 2–1 (n.v.)   | Kroatië     | Stadio Libero Masini, Santa Croce sull'Arno Scheidsrechter: Pavel Královec (CZE) |
| 14 mei 2005 15:00 (MET) | De Silvestri 59' Di Gennaro 102' | Externe link | Kalinić 60' | Stadio Libero Masini, Santa Croce sull'Arno Scheidsrechter: Pavel Královec (CZE) |

### Finale
|                         |           |              |                        |                                                                                     |
| 14 mei 2005 19:00 (MET) | Nederland | 0–2          | Turkije                | Stadio Ettore Mannucci, Pontedera Scheidsrechter: Bernardino González Vázquez (ESP) |
| 14 mei 2005 19:00 (MET) |           | Externe link | D. Yılmaz 46' Köse 51' | Stadio Ettore Mannucci, Pontedera Scheidsrechter: Bernardino González Vázquez (ESP) |